# 奈良県道122号京終停車場薬師寺線
奈良県道122号京終停車場薬師寺線（ならけんどう122ごう きょうばてていしゃじょうやくしじせん）は、奈良県奈良市を通る一般県道である。

## 概要
奈良市南京終町のJR西日本桜井線 京終駅前から奈良市西ノ京町の近鉄橿原線 西ノ京駅前に至る。
沿道には住宅の他にショッピングセンターや寺院が多く、観光バスなども通行するので混雑することもよくある。また西ノ京町内は一方通行（東行）である。

### 路線データ
- 起点：奈良市南京終町（JR西日本桜井線 京終駅前）
- 終点：奈良市西ノ京町（近鉄橿原線 西ノ京駅前）
- 総延長：4.3 km

## 路線状況
奈良市南部を東西に貫いている。東側の一部を除き、奈良時代の条坊制に基づいた平城京六条条間路を踏襲している。ルート上には南都七大寺でもある大安寺と薬師寺があり、史跡大安寺旧境内、薬師寺旧境内を通っているため、付近は道路拡幅が困難な状況にある。当該県道とJR西日本関西本線が交差する奈良市八条付近には、新駅設置や京奈和自動車道 奈良ICが計画されており、当該県道の重要性は増している。

### 道路施設

#### 橋梁
- 右京橋（秋篠川、奈良市）

## 地理

### 通過する自治体
- 奈良県
  - 奈良市

### 交差する道路
| 交差する道路                      | 交差する場所 | 交差する場所     |
| --------------------------------- | ------------ | ---------------- |
| 京都府道・奈良県道754号木津横田線 | 大安寺1丁目  | 大安寺交差点     |
| 国道24号                          | 柏木町       | 柏木町交差点     |
| 奈良県道9号奈良大和郡山斑鳩線     | 六条町       | 薬師寺東口交差点 |

### 交差する鉄道
- 桜井線
- 関西本線

### 沿線
- JR西日本桜井線 京終駅
- イオンタウン大安寺
  - ザ・ビッグエクストラ大安寺店
- 大安寺
- 済生会奈良病院
- 奈良パワーセンター
- 奈良県立奈良商工高等学校
- 薬師寺
- 唐招提寺
- 近鉄橿原線 西ノ京駅